# Diocesi di Vico di Cesare
La diocesi di Vico di Cesare (in latino: Dioecesis Vicensis Caesaris) è una sede soppressa e sede titolare della Chiesa cattolica.

## Storia
Vico di Cesare, nell'odierna Algeria, è un'antica sede episcopale della provincia romana di Numidia.
Unico vescovo documentato di Vico di Cesare è Ianuario, che prese parte al concilio di Cartagine convocato il 1º settembre 256 da san Cipriano per discutere della questione relativa alla validità del battesimo amministrato dagli eretici, e che figura al 23º posto nelle Sententiae episcoporum.
Dal 1933 Vico di Cesare è annoverata tra le sedi vescovili titolari della Chiesa cattolica; dal 2 giugno 1999 il vescovo titolare è Mario Pasqualotto, P.I.M.E., già vescovo ausiliare di Manaus.

## Cronotassi

### Vescovi residenti
- Ianuario † (menzionato nel 256)

### Vescovi titolari
- Manuel Edmilson da Cruz (8 agosto 1966 - 18 maggio 1994 nominato vescovo di Limoeiro do Norte)
- Precioso Dacalos Cantillas, S.D.B. (31 maggio 1995 - 20 gennaio 1998 nominato vescovo di Maasin)
- Mario Pasqualotto, P.I.M.E., dal 2 giugno 1999